# MC Pipokinha
Doroth Helena de Sousa Alves (Forquilhinha, 13 de agosto de 1998), más conocida por su nombre artístico MC Pipokinha, es una cantante y bailarina brasileña. Se hizo conocida en el 2022 por sus coreografías controvertidas y sensuales en las redes sociales de Brasil.